# Ganterschwil
Ganterschwil är en ort i kommunen Bütschwil-Ganterschwil i kantonen Sankt Gallen, Schweiz. Orten var före den 1 januari 2013 en egen kommun, men slogs då samman med kommunen Bütschwil till den nya kommunen Bütschwil-Ganterschwil.